# Iddan Szeriki
Iddan Szeriki, Idan Shriki (ur. 30 listopada 1981 w Aszdod) – izraelski piłkarz występujący na pozycji napastnika w izraelskim klubie Maccabi Netanja. Wychowanek Maccabi Ironi Aszdod, z którego w 2001 roku trafił do Maccabi Kiryat Ekron. Rok później związał się z FC Aszdod, którego barwy reprezentował przez kolejne osiem lat, z roczną przerwą na wypożyczenie do Maccabi Jawne. Przed sezonem 2011/12 opuścił klub i na zasadzie wolnego transferu przeniósł się do polskiego Górnika Zabrze. Tam nie rozegrał jednak ani jednego spotkania i szybko wypożyczono go do Aszdod. Po zakończeniu rozgrywek odszedł z Zabrza i powrócił do Izraela, gdzie podpisał kontrakt z Maccabi Netanja. Na początku 2013 roku wypożyczono go do Maccabi Petach Tikwa.